# Ne Procedat judex sine actore
Ne Procedat judex sine actore, är latin för principen att initiativet till en rättegång tas av part och inte av domare, vilket syftar till reglerna om stämning i Rättegångsbalken 42 kap 1 § (om tvistemål), samt 45 kap 1 § (om brottmål).